# ハインブルク
ハインブルク (ドイツ語: Hainburg) は、ドイツ連邦共和国ヘッセン州オッフェンバッハ郡の町村（以下、本項では便宜上「町」と記述する）である。

## 地理

### 位置
ハインブルクは、オッフェンバッハ郡に属す 13市町村の一つである。ヘッセン州南部に位置し、東はバイエルン州と境を接する。この町は、フランクフルト・アム・マインの東、ライン＝マイン地方辺縁部のマイン川の畔に位置する。この町の北にはハーナウ市（マイン＝キンツィヒ郡）がある。町域は約 16 km2 である。

### 自治体の構成
ハインブルクは、以下の 2地区からなる。
- ハインシュタット
- クライン＝クロッツェンブルク

### 隣接する市町村
ハインブルクは、北はハーナウおよびグロースクロッツェンブルク（ともにマイン＝キンツィヒ郡）、東はマイン川を挟んでカール・アム・マインおよびカールシュタイン・アム・マイン（ともにアシャッフェンブルク郡）、南はゼーリゲンシュタット、西はロートガウおよびオーベルツハウゼン（以上、オッフェンバッハ郡）と境を接している。

## 歴史
自治体ハインブルクは、1977年1月1日に、ヘッセン州の自治体再編に伴って、それまで独立した町村であったハインシュタットとクライン＝クロッツェンブルクとが条例に基づき合併して成立した。

## 行政

### 首長
2017年3月1日からハインブルクの町長を務めるアレクサンダー・ベーン (CDU) は2016年9月11日の選挙でハインブルクの町長に選出された。

### 議会
ハインブルクの町議会は、37議席からなる

### 姉妹自治体
- ヴェルヌイエ（フランス、イヴリーヌ県）
- アルベルンドルフ・イム・プルカウタール（オーストリア、ニーダーエスターライヒ州）
- レッツ（オーストリア、ニーダーエスターライヒ州）
- トルマウ（オーストリア、ニーダーエスターライヒ州）

#### 協力援助関係
ハインブルクは、1975年に、チェコのウースチー・ナド・ラベム郡の町ペトロヴィツェ、ハバジョヴィツェおよびナクレロフから追放されたズデーテン地方のドイツ人に対する協力援助関係を結んだ。

## 経済と社会資本

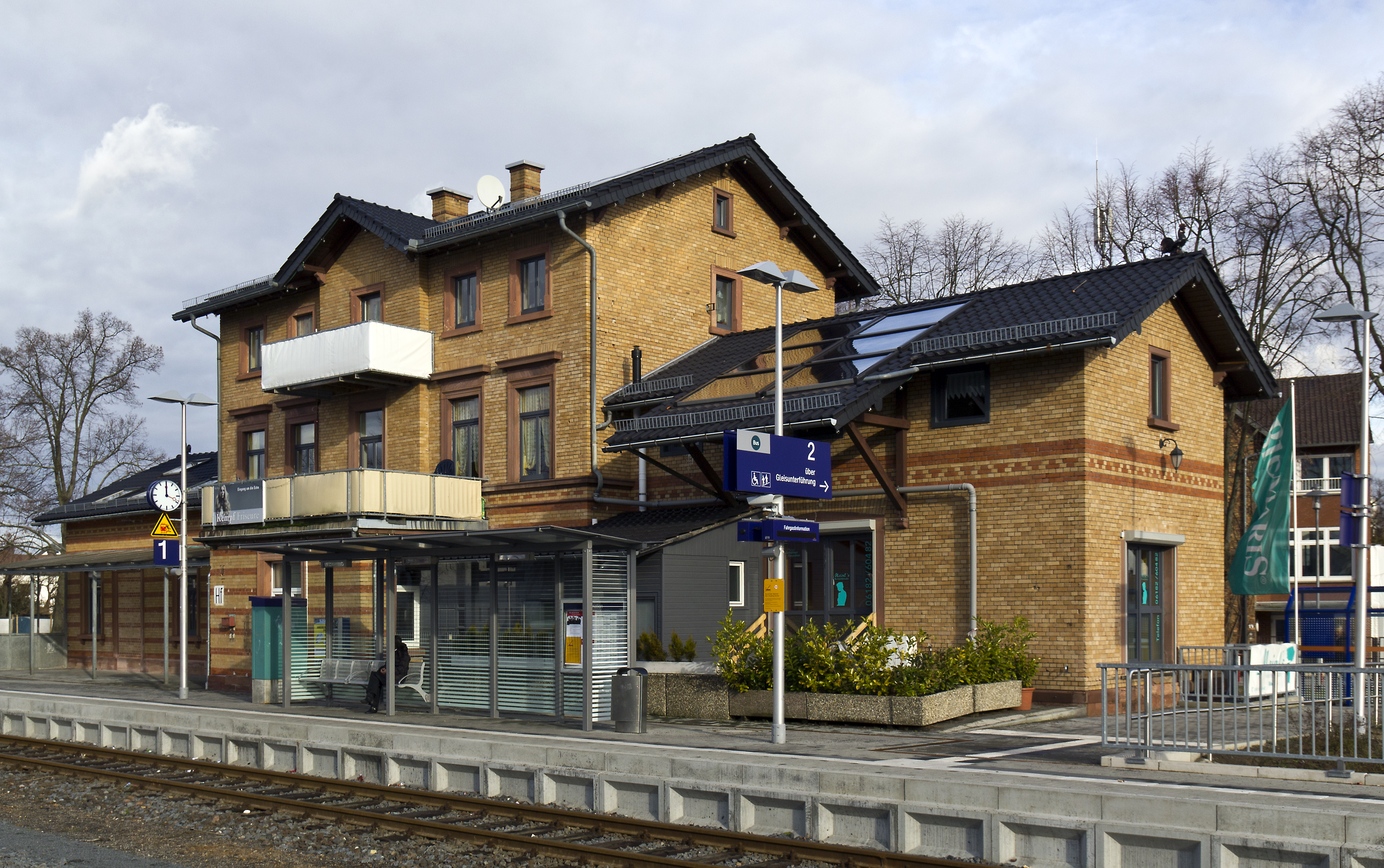
ハインシュタット駅

### 交通
ハインシュタットの駅はオーデンヴァルト鉄道の駅であり、この町をハーナウ、フランクフルト・アム・マイン、グロース＝ウムシュタットのヴィーベルスバッハ地区およびエアバッハとの間を結んでいる。
オッフェンバッハ郡の郡道 L3416号線は西へ向かい連邦道 B45号線およびアウトバーン A3号線に接続する。L3065号線は北はハーナウおよびオッフェンバッハ・アム・マイン、南はゼーリゲンシュタット方面に至る。クライン＝クロッツェンブルクとグロースクロッツェンブルクとの間のマイン川のフェリーが1999年に廃止された後、マイン川を渡る唯一の手段として徒歩専用橋のシュタウシュトゥーフェ・クロッツェンブルクがある。

## 引用
1. ↑  Hessisches Statistisches Landesamt: Bevölkerung in Hessen am 31.12.2023 (Landkreise, kreisfreie Städte und Gemeinden, Einwohnerzahlen auf Grundlage des Zensus 2011)]
2. ↑  Gesetz- und Verordnungsblatt
3. ↑  “Bürgermeisterwahl in Hainburg am 11.09.2016”. 2021年8月12日閲覧。
4. ↑  2011年3月27日の町議会議員選挙結果、ヘッセン州統計局（2013年1月3日 閲覧）
5. ↑  マイン川のフェリー一覧（作成中、2013年1月3日 閲覧）